# Мануйлово (Московская область)
Ману́йлово — деревня в Орехово-Зуевском муниципальном районе Московской области. Входит в состав сельского поселения Белавинское. Население — 21 чел. (2010).

## Расположение
Деревня Мануйлово расположена в восточной части Орехово-Зуевского района, примерно в 24 км к юго-востоку от города Орехово-Зуево. Высота над уровнем моря 147 м.

## Название
Название связано с производной формой календарного личного имени Мануил — Мануйло.

## История
В переписных книгах 1678 года деревня Мануйлово значится за стольником Тимофеем Матвеевичем Полтевым, в ней тогда было 9 дворов крестьянских и 7 бобыльских с населением 61 душа мужского пола.
В конце XIX — начале XX века деревня входила в Яковлевскую волость Покровского уезда Владимирской губернии.
В 1926 году деревня входила в Мануйловский сельсовет Яковлевской волости Орехово-Зуевского уезда Московской губернии.
До 2006 года Мануйлово входило в состав Белавинского сельского округа Орехово-Зуевского района.

## Население
В 1905 году в деревне проживало 207 человек (48 дворов). В 1926 году — 258 человек (112 мужчин, 146 женщин). По переписи 2002 года — 14 человек (9 мужчин, 5 женщин).
| 1926 | 2002 | 2006 | 2010 |
| ---- | ---- | ---- | ---- |
| 258  | ↘14  | ↘10  | ↗21  |